# شاندور شیمونی-شمادام
شاندور شیمونی-شمادام (انگلیسی: Sándor Simonyi-Semadam; ۲۳ مارس ۱۸۶۴ – ۴ ژوئن ۱۹۴۶) سیاستمدار، دیپلمات، و وکیل اهل مجارستان بود. وی از ۱۵ مارس ۱۹۲۰ تا ۱۹ ژوئیه ۱۹۲۰ نخست‌وزیر این کشور بود.
شاندور شیمونی-شمادام در ۴ ژوئن ۱۹۴۶، در سن ۸۲ سالگی در بوداپست درگذشت.